# Thierry Bellefroid
Pour les articles homonymes, voir Bellefroid.
Thierry Bellefroid, né le 28 avril 1966 à Uccle (région de Bruxelles Capitale), est un journaliste, scénariste de bande dessinée, écrivain, commissaire d'exposition belge connu comme spécialiste de la bande dessinée.

## Biographie

### Jeunesse
Thierry Bellefroid naît le 28 avril 1966 à Uccle, une des dix-neuf communes de la région bruxelloise.

### Début de carrière
Après une licence en communication obtenue à l'Université catholique de Louvain, Thierry Bellefroid travaille tout d'abord comme pigiste en free-lance pour la chaîne francophone RTL TVI (Radio Télévision Luxembourg Télévision Indépendante) pendant cinq ans, au Vif/L'Express, à Nord Éclair et à L’Instant, puis il entre à la RTBF en 1993.

### La triple vie de Thierry Bellefroid

#### Présentateur d'émissions de télévision
Thierry Bellefroid présente d'abord le JT Soir et puis devient la figure titulaire du journal de 13 heures (antérieurement appelé JT de la mi-journée et diffusé aux alentours de 12h50) de La Une de janvier 2004 à septembre 2009. Il y signe plusieurs reportages, tant en radio qu’en télévision et quelques documentaires dont Vols de voiture, à qui profite le crime ? qui reçoit le prix du journalisme télé du Crédit Communal (actuel prix Dexia). Il est remplacé par Sébastien Nollevaux, lui-même remplacé par Nathalie Maleux le 21 mars 2011. De 2000 à 2003, il présente Signé Dimanche, un magazine au cours duquel il accueille une personnalité politique ou culturelle, diffusé le dimanche à 12h50, il se voit décerner le prix ex-libris catégorie audiovisuel par l'Association des éditeurs belges en 2003. Il crée l'émission littéraire bimensuelle Mille-Feuilles, en 2004, qu’il co-présente durant deux saisons avec Corinne Boulangier avant d’en reprendre la présentation en solo pendant les six saisons suivantes. Il assure en parallèle et en remplacement d'Alain Gerlache la présentation d'Intermédias. Ensuite, il dirige sa seconde émission littéraire Livrés à domicile, une émission hebdomadaire dont la particularité est de se dérouler entièrement chez un spectateur dans laquelle il reçoit des centaines d'auteurs au cours de huit saisons de 2011 à 2019. Depuis le 18 septembre 2019, il présente Sous Couverture, le magazine littéraire de la RTBF (avec Lucile Poulain) qui couvre l'actualité, la littérature de genre ou bande dessinée. Pour le premier numéro, il recevait Éric-Emmanuel Schmitt qui a accepté d'être le parrain de l'émission. La même année, il consacre une monographie à l'œuvre de Comès publiée chez Casterman. 
Depuis août 2024, il présente Galaxies BD sur La Première. Cette émission de radio offre un tour d’horizon complet des différents genres de bande dessinée. En octobre de la même année, il consacre une nouvelle série radiophonique — qui est également disponible sur Auvio — au fondateur des éditions Verticales : Bernard Wallet.

#### Maître de conférence
De 2007 à 2020, Thierry Bellefroid est également maître de conférence invité à l’EJL, l’École de Journalisme de Louvain, au sein du Département de Communication Sociale de l’UCLouvain où il enseigne le journalisme télévisé en Master 1 et intéresse les étudiants en journalisme au BD reportage.

#### Romancier
Parallèlement, Thierry Bellefroid publie quatre romans, Madame K ou la juste place des choses (Luce Wilquin, 2001), Lâche et persévérant (Luce Wilquin, 2002), Mon père, sa mère (Racine, 2006), dont un roman numérique Bonheur portable
,, un recueil de nouvelles et un livre d’entretiens,.
L’une des nouvelles de son recueil Zestes mondains paru en 2004 est adaptée en bande dessinée par Catel durant l’été 2007 dans les pages du quotidien français Libération, l’album paraît en mars 2008 sous le titre Quatuor aux éditions Casterman.

#### Autour de la bande dessinée
Thierry Bellefroid est également l’un des plus grands spécialistes de la bande dessinée,, collaborant ou montant comme commissaire un grand nombre d’expositions depuis plus de dix ans. Il est aussi l’auteur de scénarios de bande dessinée et d’un nombre important de livres d’entretiens, de catalogues d’expositions ou d’essais sur le médium. Plusieurs de ses ouvrages bénéficient d’une traduction. Il est traduit en chinois, espagnol et italien.

##### Chroniques régulières sur la bande dessinée
Par ailleurs, en 2000, il est membre du jury du Festival international de la bande dessinée d'Angoulême, puis, pendant cinq ans, membre du comité de sélection de ce festival. Pour le site BDParadisio dont il est une des chevilles ouvrières, il signe 1231 critiques d'albums de 2000 à 2005,. De septembre 2010 à juin 2014, il chronique les albums dans la rubrique BD Boutik de Spirou. À partir de 2012, il anime la rubrique B.U., Bibliothèque Ultime reprenant chaque mois un des grands classiques de la bande dessinée, dans Lanfeust Mag, durant sept ans, jusqu’à la fin du magazine, en 2019.
À la RTBF, il chronique la bande dessinée sur la Première depuis vingt-cinq ans. En 2022, il passe régulièrement dans Matin Première, à 7H30 et dans Mug, le lundi à 9H50, pour y parler de la bande dessinée. On le retrouve aussi le mardi dans Déclic, à 18H25 ainsi que depuis la disparition d'Éric Laforge en juillet 2020, il présente la séquence B.D. Comics Street du mercredi midi dans l’émission Lunch around the clock sur Classic 21, l’une des autres radios de la RTBF, tout comme il parle régulièrement de bande dessinée dans l’émission littéraire télévisée Sous Couverture (La Trois). En 2021, il réalise une première série de 10 émissions de radio de 26 minutes pour La Première — disponibles en podcast sur Auvio —, consacrées à la vie du créateur de Blake et Mortimer, Edgar P. Jacobs. Il enchaîne l'année suivante avec Les Cases de l'Oncle Sam en collaboration avec Antoine Duwaerts,. En 2024, il propose en 7 épisodes de tout savoir du parcours de Jean Van Hamme, le scénariste qui a vendu 45 millions d’albums, une série disponible sur Auvio ou sur les grandes plateformes de diffusion de podcasts. 
En outre, il est membre de l'Association des critiques et des journalistes de bande dessinée.

##### Jurys, comités de sélection, animations en bande dessinée
Thierry Bellefroid est ou a été membre de nombreux jurys dont celui du Prix International de la Ville de Genève et Prix Rodolphe-Töpffer sans interruption depuis 2001 jusqu’à 2020, du Grand Jury d’Angoulême en 2000, président du Jury de la Quinzaine de la BD de Bruxelles en 2004 et 2005, membre du jury du Festival international de la bande dessinée d'Alger en 2011 et 2012. Il est membre du comité de sélection du Festival International de la Bande Dessinée d’Angoulême dès la création de ce comité, en 2001 et jusqu’à 2005. Il est membre du comité de sélection du prix Première du roman graphique (RTBF) depuis sa création. Il anime les Rencontres Internationales du Festival de la bande dessinée d’Angoulême en 2006, 2007, 2008, 2010 et 2011, pour y revenir à nouveau en 2018. Il coordonne les animations en bande dessinée durant huit ans pour la Foire du livre de Bruxelles (dont la Nocturne BD de 2006 à 2010). Il est membre du groupe d’experts en bande dessinée pour la Communauté française de Belgique depuis sa création en 2001 et commissaire au sein de la Commission d’Aide à la bande dessinée de la Fédération Wallonie-Bruxelles de Belgique, qui est l’équivalent du CNL français, jusqu’en 2015. De 2018 à 2021, il préside le comité de pilotage du Fonds Jacobs à la Fondation Roi Baudouin, pour devenir en 2021 toujours membre du Conseil d’administration de la Fondation E.P. Jacobs, qui a récupéré de plein droit les archives de l’ancien Fonds détenu à la Fondation Roi Baudouin. Il participe depuis de nombreuses années aux catalogues d’expositions sur la bande dessinée, notamment celles du CGRI (devenu WBI) à Séoul, Santiago, Bologne, etc. ou encore les expositions de plusieurs éditions du festival BD-FIL de Lausanne (Juillard, Frederik Peeters). L’exposition Archi et BD, la ville dessinée, sous le commissariat de Jean-Marc Thévenet à la Cité de l’Architecture à Paris. Ou encore l’exposition Le Temps des Cités, consacrée à François Schuiten à la Wittockiana à Bruxelles, de février à avril 2014. Il participe également à de nombreux appareils critiques lors de la réédition de classiques de la bande dessinée, que ce soit pour Casterman (Comès, Juillard,…) ou Glénat (Bidouille et Violette de Yslaire, …) ou d’autres encore.

### Vie privée
Thierry Bellefroid est le compagnon de la comédienne suisse Chloé von Arx.

## Œuvres

### Romans
- Madame K ou la juste place des choses[13], Éditions Luce Wilquin, janvier 2001 (ISBN 978-2-88253-171-1, présentation en ligne)
- Lâche et persévérant[14], éditions Luce Wilquin, 1er juillet 2002, 230 p. (ISBN 978-2-88253-191-9, présentation en ligne)
- Mon père, sa mère : roman, Racine, 26 septembre 2006, 144 p. (ISBN 978-2-87386-476-7, lire en ligne)

### Nouvelles
- Zestes mondains, éditions Luce Wilquin, 1er juin 2003, 127 p. (ISBN 978-2-88253-230-5, présentation en ligne)

### Collectifs
- Apolline Elter, Les Madeleines de nos auteurs, Bruxelles, Éditions Racine, novembre 2008, 208 p. (ISBN 9782873865726)Contribution de Thierry Bellefroid.
- Hervé Broquet, Démocratie, j'écris ton nom : 25 auteurs belges mobilisent leur plume, Éditions Couleur livres, 1er mai 2008 (ISBN 978-2870034040)Contribution de Thierry Bellefroid.

### Recueils et revues
- Thierry Bellefroid, « Tranchantes aurores », dans Mythes en Stock, Bruxelles, Luce Wilquin, 1er novembre 2002 (ISBN 2-88253-216-4), p. 74-76
- Thierry Bellefroid, Geneviève Bergé et Stéphane Baurins, Cercles, Louvain-la-Neuve, Quadrature, 28 février 2005, 158 p. (ISBN 9782960050608)

### Bandes dessinées
- Quatuor[37],[18],[38] (scénario), avec Catel (dessin), Bruxelles/Paris, Casterman, 7 mars 2008, 115 p. (ISBN 978-2-203-00629-4)Chapitre : Scherzo (scénario)
- Féroces tropiques[39],[40],[41] (scénario), avec Joe G. Pinelli (dessin), Marcinelle/Paris, Dupuis, coll. « Aire libre », 2011, 88 p. (ISBN 978-2-8001-4950-9)Prix du meilleur album au Festival de Solliès-Ville en 2011[42]
- Midi moins le quart avant l'autodafé[43] (scénario), avec Joe G. Pinelli (dessin), Montrouge, PLG, coll. « Joe G. Pinelli », janvier 2013, 52 p. (ISBN 978-2-917837-15-3)
- Chaos debout à Kinshasa[44],[45],[46] (scénario), avec Barly Baruti (dessin), Grenoble, Glénat, 17 février 2016, 112 p. (ISBN 978-2-344-01029-7)

### Essais sur la bande dessinée
- Les Éditeurs de bande dessinée[47], Bruxelles, Niffle, 6 mai 2005, 165 p. (ISBN 978-2-87393-055-4, OCLC 300786625)Recueil d'entretiens avec des éditeurs de bande dessinée.
- Le Voyageur de Troy : Entretiens avec Arleston[48], Toulon, éditions Soleil, 25 juin 2008, 142 p. (ISBN 978-2-302-00189-3)Monographie consacrée à l'univers de Troy
- Le Roman d'Aire Libre[49], Marcinelle, Dupuis, 3 octobre 2008, 192 p. (ISBN 978-2-8001-4281-4)Version vente au public (avec code barre au 4e plat). Tirage limité à 2 000 exemplaires pour les 20 ans de la collection « Aire libre ». 151 pages de texte + dossier 36 pages en fin de volume présentant les couvertures de tous les albums jusque mai 2008 (La Femme accident - première partie). Format 145 × 190 mm.
- Bajram : Destructeur d'univers, entretiens[50], Toulon, Soleil, 27 octobre 2010, 239 p. (ISBN 978-2-302-01250-9)Monographie consacrée à Denis Bajram
- Féroce Topiques[51], PLG, 2011
Scénario : Thierry Bellefroid - Dessin et couleurs : Joe G. Pinelli -  (ISBN 9782917837085)Une étude de la peinture de Heinz von Furlau. Étude d'un peintre imaginaire.
- François Schuiten : L'Horloger du rêve[52],[53], Bruxelles, Casterman, 8 novembre 2013, 400 p. (ISBN 978-2-203-06305-1)Monographie consacrée à l'œuvre de François Schuiten
- L'Âge d'or de la bande dessinée belge[54] : La Collection du Musée des Beaux-Arts de Liège (dir.), Bruxelles, Les Impressions nouvelles, 6 janvier 2015, 94 p. (ISBN 978-2-87449-232-7, présentation en ligne)
- Comès : D'ombre et de Silence[55],[9], Bruxelles, Casterman, 9 septembre 2020, 144 p. (ISBN 978-2-203-18379-7) — Monographie consacrée à l'œuvre de Didier Comès.

### Préfaces, postfaces, contributions
- Bruxelles Stories, Zampano, Paris, septembre 2009
Scénario : Patrick van Roy - Dessin : Silvio Cadelo, Dave McKean, Tanino Liberatore - Couleurs : quadrichromie -  (ISBN 9782915757187) Catalogue de l'exposition à la Galerie Petits Papiers à Bruxelles du 9 septembre au 17 octobre 2009. Photos : Patrick van Roy, Préface : Thierry Bellefroid. Tirage à 600 exemplaires numérotés. (BNF 42076294)
- Le Cahier bleu - Après la pluie[34], Glénat, Grenoble, juin 2011
Scénario, dessin et couleurs : André Juillard -  (ISBN 978-2-203-04098-4)Ces deux ouvrages, articulés l’un à l’autre, sont proposés pour la première fois sous la forme d’une intégrale. L’ouvrage se complète d’une interview d’André Juillard réalisée par Thierry Bellefroid. À noter que les deux planches d’épilogue du Cahier bleu, parues dans (À suivre) no 239 sont intégrées.
- Bidouille et Violette - Chronique mélancolique d'un premier amour[35], Glénat, Grenoble, 27 novembre 2013
Scénario, dessin et couleurs : Bernard Hislaire -  (ISBN 978-2-7234-8588-3)Postface de 42 pages en fin d'ouvrage, L'Adolescence d'un auteur.
- Aire Libre Les Cahiers (1)[56],[57], Dupuis, coll. « Les Cahiers Aire Libre », Marcinelle, 25 mai 2018
Scénario et dessin : collectif - Couleurs : quadrichromie -  (ISBN 978-2-8001-7071-8)Préface : Thierry Bellefroid. À l'occasion des 30 ans de la collection. 88 pages inédites. Tirage unique.
- Thierry Bellefroid, « Regard sur une collection : catalogue des collections du musée des beaux-arts de Liège », dans La Boverie, Gand, Snoeck, 8 décembre 2018, 296 p. (ISBN 978-9461615329, BNF 46508997), p. 275 (ISBN 978-9461615442)
- Blake et Mortimer - Secrets de fabrication[58], dBD, Paris, 21 février 2022
Scénario : collectif dont Thierry Bellefroid - Dessin : Edgar P. Jacobs - Couleurs : quadrichromie -  (ISBN 978-2-376-03140-6)dBD Hors-Série 75 ans de Blake & Mortimer.
- Iris, Casterman, Bruxelles, 13 novembre 2024
Scénario et dessin : Comès - Couleurs : noir et blanc -  (ISBN 9782203281011)Préface : Thierry Bellefroid. Réédition avec visuel de couverture différent.

### Artbooks
- Bruxelles - 20 ans / 20 auteurs[59], Pierre Dejemeppe, Bruxelles, septembre 1999
Scénario : Thierry Bellefroid - Dessin : collectif - Couleurs : quadrichromieÉdité à l'occasion des 20 ans de la Région Bruxelles-Capitale avec François Avril, Philippe Berthet, Émile Bravo, Renaud Collin, Nicolas de Crécy, Johan De Moor, André Geerts, Dominique Goblet, Sacha Goerg, Jean-Claude Götting, André Juillard, Régis Lejonc, Jacques de Loustal, Cédric Manche, Vincent Mathy, David Merveille, Ever Meulen, François Schuiten, Thierry Van Hasselt et Bernar Yslaire. Format à l'italienne.

### Catalogues d'exposition
- Destins, dessins[60],[61], BDFIL, Lausanne, septembre 2008
Scénario : Pierre Christin, Thierry Bellefroid, Stéphane Germann, Éric Lavanchy - Dessin et couleurs : André JuillardSans ISBN. Mini-catalogue de l’exposition de l'exposition au Festival International de bande dessinée de Lausanne. 2 500 exemplaires dont 150 TT signés et numérotés. 36 pages, format 20 × 21 cm.
- Frederik Peeters, Histoires naturelles[62], BDFIL, Lausanne, juin 2009
Scénario : collectif - Dessin et couleurs : Frederik Peeters -  (ISBN 978-2-940-43800-6)catalogue de l'exposition Frederik Peeters - Histoires naturelles réalisée à Lausanne du 11 au 13 septembre 2009. Il est composé d’une interview de Thierry Bellefroid et de différents portraits de l’auteur par plusieurs de ses connaissances. 36 pages.
- Archi & BD : La ville dessinée[31], Monografik éditions, juin 2010
Scénario et dessin : collectif - Couleurs : quadrichromie -  (ISBN 978-2-360-08019-9)Contient : Échanges croisés / Jean-Marc Thévenet, Francis Rambert. I- Il était une fois... / Winsor McCay. Winsor McCay et ses héritiers / Thierry Smolderen. New York, première icône / Philippe Morin. Les nouveaux héros des mégapoles américaines / Olivier Jalabert.- II- L'esprit moderne. L'exposition universelle de 1968 et l'École belge / Jean Auquier. La ligne claire / Éric Verhoest. Regards croisés : La maison de verre de Pierre Chareau. Les utopistes / Entretien avec Benoit Peeters. Regards croisés : Villemolle, village du futur. La ville extra muros / Philippe Morin. Regards croisés : Les garde-fous vs Les sept couleurs du noir. Paris pour toujours? / Jean-Marc Thévenet.- III- Itinérances de la bande dessinée. La ville en tête / Jacques Samson. Regards croisés : La ville rouge, Michaël Matthys. Tokyo, l'empire des signes / Manuel Tardits. Voyages en images / Joseph Ghosn. Regards croisés: Calendriers Vue sur Ville. De nouveaux territoires / Thierry Bellefroid. Regards croisés : architecture de la façade, façade de bande dessinée. - La bande dessinée comme média. Comic city, de 2 vers 3 dimensions / Sophie Trelcat. Regards croisés / Louisiana Manifest, Jean Nouvel. Regards croisés : Le musée Hergé, Christian de Portzamparc, Joost Swarte.
- Le Temps des cités[63], Fondation Roi Baudouin, Bruxelles, janvier 2014
Scénario : Benoît Peeters, Thierry Bellefroid, Benoît Mouchart,  - Dessin : François Schuiten - Couleurs : quadrichromie -  (ISBN 978-2-87212-713-9)Catalogue de l'exposition éponyme du 16 janvier au 19 avril 2014. 80 p.
- L'Âge d'or de la bande dessinée belge[64], Les Impressions nouvelles, Bruxelles, 6/01/2015
Scénario : Thierry Bellefroid, Didier Pasamonik, José-Louis Bocquet - Dessin : collectif - Couleurs : quadrichromie -  (ISBN 978-2-87449-232-7)Régine Rémon et Jean Pierre Hupkens, auteurs de préface - Couverture de Olivier Grenson.
- Didier Comès. L'Éclat du noir profond[65], Fondation Roi Baudouin, Bruxelles, 10 décembre 2015
Scénario : Thierry Bellefroid, Olivier Grenson, Didier Platteau - Dessin : Didier Comès - Couleurs : noir et blanc -  (ISBN 978-94-923470-2-2)Thierry Bellefroid, vous invite à lui emboîter le pas dans l’univers intrigant de l’artiste. Didier Platteau, éditeur de Comès, y relate son expérience personnelle, celle de la naissance de Silence, un album ayant fait la célébrité de Comès. Olivier Grenson, dessinateur et auteur belge de la bande dessinée, jette un regard d’expert sur l’œuvre, les techniques graphiques, l’écriture et la régie des images de Comès. Enfin, l’hommage artistique du dessinateur français Christophe Chabouté
- Thierry Bellefroid et Jean-Marie Derscheid, 77 auteurs de bande dessinée en Wallonie et à Bruxelles, Bruxelles, Wallonie-Bruxelles International, 2017, 128 p., PDF (ISBN 2-930071-83-4, lire en ligne)Suite de l'exposition Génération spontanée.
- Jean-Claude Servais - Au-delà du trait[66], Éditions du Musée en Piconrue, octobre 2019
Scénario : Thierry Bellefroid, Dominique Billion, Luc Courtois, Sylvie Delviesmaison, Marc Lamboray, Chris Paulis, Albert Moxhet, Jean-Luc Duvivier de Fortemps - Dessin : Jean-Claude Servais - Couleurs : Raives -  (ISBN 978-2-930875-05-7)Catalogue de l'exposition Jean-Claude Servais - Au-delà du trait au Musée de la Grande Ardenne (Piconrue) à Bastogne du 12 octobre 2019 au 18 avril 2021. Préface : Thierry Bellefroid.
- Scientifiction[67] - Blake et Mortimer au musée des Arts et Métiers, Dargaud, Paris, 28 juin 2019
Scénario : Bellefroid, Thierry - Dessin : Edgar Pierre Jacobs - Couleurs : quadrichromie -  (ISBN 978-2-87097-284-7)Catalogue de l’exposition présentée au Musée des Arts et Métiers, à Paris, du 26 juin 2019 au 5 janvier 2020.
- Raoul Servais. Entre magie et réalisme[68], Fondation Roi Baudouin, Bruxelles, septembre 2021
Scénario : Raoul Servais, Thierry Bellefroid, Patrick Vanslambrouck, Jacques Dubrulle - Dessin : François Schuiten - Couleurs : quadrichromie -  (ISBN 978-94-923472-3-7)Catalogue de l'exposition éponyme du 24 septembre 2021 au 6 mars 2022.
- MachinaXion, Mortimer prisonnier du temps au Château de La Roche-Guyon[69], Michelin, avril 2022
Scénario : Thierry Bellefroid - Dessin : Edgar Pierre Jacobs - Couleurs : quadrichromie -  (ISBN 978-2-36-298014-5)Catalogue original sous forme de carte Michelin.
- Le Lombard dans son siècle - Une chronophotographie, Le Lombard, septembre 2023
Scénario : Thierry Bellefroid - Dessin : collectif - Couleurs : quadrichromie -  (ISBN 978-2-87566-005-3)

### Commissariats d’exposition
- Arythmétique de Troy, Centre belge de la bande dessinée, Bruxelles en 2009[70]
- La Croisière dessinée (Thuin), Le Concert dessiné (Musée d’Art Moderne de Liège) et Zoo dans le Zoo[71] (Han-sur-Lesse), pour » Wallonie 2009, année de la bande dessinée ».
- Le Monde de Troy[72], pour le Festival international de la bande dessinée d’Angoulême, 2011. (Production 9e Art+|/Soleil)
- Génération Spontanée ? La nouvelle scène belge indépendante, production Wallonie-Bruxelles International/Centre Wallonie-Bruxelles de Paris. Cinq présentations ont eu lieu :

1. Festival international de la bande dessinée d’Angoulême, janvier 2011[73].
2. Centre Wallonie-Bruxelles de Paris, juin-août 2011[74].
3. BIP (Bruxelles Info Place, Place Royale à Bruxelles), septembre-octobre 2011[75].
4. Rencontres du 9e Art d’Aix, Aix-en-Provence, mars-avril 2012[76]
5. Centre culturel du Forum de Meyrin, Genève, Suisse, octobre-décembre 2012[77],[78].

- À l’Ombre du Silence, Rétrospective Comès, au BAL (Musée des Beaux-Arts de Liège), mai-septembre 2012[79],[80]
- À l’Ombre du Silence, Comès au Théâtre d'Angoulême, scénographie de Xavier Dumont et Monique Calède, Festival international de la bande dessinée d’Angoulême, janvier 2013. (Production 9e Art+/Casterman)[81]
- Les Univers de Thorgal, Co-commissariat avec Piotr Rosinski, Centre belge de la bande dessinée, mars-septembre 2015[82].
- L’Âge d’or de la bande dessinée belge, la collection du Musée des Beaux-Arts de Liège, Centre Wallonie-Bruxelles, Paris, juin-octobre 2015[64].
- Scientifiction, Blake et Mortimer au musée des Arts et Métiers, Musée des Arts et Métiers, Paris, juin 2019-janvier 2020, Co-commissariat et co-direction artistique avec Éric Dubois[67],[83].
- Comès, D’Ombre et de Silence, Musée BELvue, Bruxelles, septembre 2020-avril 2021. Scénographie : ExpoDuo[84],[85].
- MachinaXion, Mortimer prisonnier du temps au château de La Roche-Guyon, Château de La Roche-Guyon, France, avril-novembre 2022. Co-commissariat et co-direction artistique avec Éric Dubois. Scénographie : Atelier 1:1[86].
- Le Lombard, une affaire de famille[87],[88],[89], Centre belge de la bande dessinée, Bruxelles du 9 septembre 2023 au 24 août 2024.
- Edgar P. Jacobs, dans le cadre de la Semana Belgica [« Semaine belge »], il monte l'exposition et il inaugure la fresque consacrée à Blake et Mortimer à la Vitrina de Valonia [« Vitrine de Wallonie »] à La Havane à Cuba en 2024[90],[91],[92].
- Claude Renard. Astre et fragments[93],[94]., avec Romain Renard, Musée de la BD, Bruxelles, du 26 avril au 2 novembre 2025.

## Réception

### Prix et distinctions
- 1993 :  prix de Journalisme du Crédit Communal (aujourd’hui Prix Dexia)[1] ;
- 2003 :  prix Ex-Libris (catégorie Audiovisuel), décerné par l’Association des éditeurs belges (ADEB)[6] ;
- 2005 :  prix Saint-Michel de la presse pour Les Éditeurs de BD[1] ;
- 2011 :  prix du meilleur album avec Joe G. Pinelli pour Féroces Tropiques (« Aire libre » Dupuis) au Festival de Solliès-Ville[42] ;
- 2020 :  Manneken-Prix du critique littéraire[95],[96].